# Championnats de France d'athlétisme 1951
Navigation
Championnats 1950 Championnats 1952
Les Championnats de France d'athlétisme 1951 ont eu lieu les 21 et 22 juillet 1951 au stade Jean-Bouin de Paris. 

## Palmarès
| Discipline        | Hommes              | Hommes        | Femmes               | Femmes       |
| ----------------- | ------------------- | ------------- | -------------------- | ------------ |
| 60 m              | -                   | -             | Colette Aitelli      | 7 s 7        |
| 100 m             | René Bonino         | 10 s 7        | Yvette Monginou      | 12 s 4       |
| 200 m             | Jean-Pierre Goudeau | 22 s 0        | Marcelle René        | 26 s 0       |
| 400 m             | Jacques Degats      | 48 s 0        | -                    | -            |
| 800 m             | Patrick El Mabrouk  | 1 min 51 s 1  | Bernadette Cavelot   | 2 min 20 s 0 |
| 1 500 m           | Patrick El Mabrouk  | 3 min 54 s 2  | -                    | -            |
| 5 000 m           | Alain Mimoun        | 14 min 41 s 6 | -                    | -            |
| 10 000 m          | Alain Mimoun        | 30 min 1 s 4  | -                    | -            |
| 80 m haies        | -                   | -             | Claudie Flament      | 11 s 6       |
| 110 m haies       | André-Jacques Marie | 14 s 9        | -                    | -            |
| 400 m haies       | Georges Elloy       | 53 s 5        | -                    | -            |
| 3 000 m steeple   | André Lecat         | 9 min 11 s 0  | -                    | -            |
| 10 000 m marche   | Louis Chevalier     | 47 min 50 s 0 | -                    | -            |
| Saut en longueur  | Paul Faucher        | 6,80 m        | Gisèle Lecoutre      | 5,45 m       |
| Triple saut       | Malik M'Baye        | 14,22 m       | -                    | -            |
| Saut en hauteur   | Georges Damitio     | 1,96 m        | Simone Peirone       | 1,56 m       |
| Saut à la perche  | Victor Sillon       | 4,10 m        | -                    | -            |
| Lancer du poids   | Maurice Pallaud     | 14,93 m       | Micheline Ostermeyer | 13,14 m      |
| Lancer du disque  | Jean Maissant       | 44,67 m       | Paulette Veste       | 39,81 m      |
| Lancer du marteau | Pierre Legrain      | 49,78 m       | -                    | -            |
| Lancer du javelot | Raymond Tissot      | 56,05 m       | Evelyne Pinard       | 39,99 m      |